# Mont Jaques
Mont Jaques är en kulle i Schweiz. Den ligger i kantonen Neuchâtel, i den västra delen av landet, 50 km väster om huvudstaden Bern. Toppen på Mont Jaques är 1 118 meter över havet.